# Sweet Spot (canção de Flo Rida)
"Sweet Spot" é uma canção do rapper norte-americano Flo Rida, gravada para o seu álbum de estúdio Wild Ones. Conta com a participação da cantora Jennifer Lopez, com composição de Tramar Dillard, Raphael Judrin, Pierre-Antoine Melki, Breyan Issac e Julie Frost, sendo que a produção ficou a cargo de SoFly and Nius e Jacob Luttrell. 
A música marca a segunda colaboração entre os dois intérpretes, sendo que a primeira foi em "Goin' In" para a banda sonora do filme Step Up Revolution.

## Desempenho nas tabelas musicais

### Posições
| Tabela musical (2012-2013)     | Melhor posição |
| ------------------------------ | -------------- |
| Austrália - ARIA Singles Chart | 25             |
| Áustria - Ö3 Austria Top 75    | 39             |
| Bélgica - Ultratip (Flandres)  | 74             |
| Eslováquia - IFPI              | 41             |
| Polónia - Dance Top 50         | 40             |
| Chéquia - IFPI Česká Republika | 63             |